# 基拉里苏莱曼纳加尔
基拉里苏莱曼纳加尔（Kirari Suleman Nagar），是印度德里North West县的一个城镇。总人口153874（2001年）。

## 人口
该地2001年总人口153874人，其中男性84908人，女性68966人；0—6岁人口30277人，其中男15846人，女14431人；识字率59.18%，其中男性为68.74%，女性为47.40%。